# David D'Antoni
David D'Antoni (Viterbo, 18 gennaio 1979) è un allenatore di calcio ed ex calciatore italiano, di ruolo centrocampista, tecnico dell' Ostia Mare.

## Carriera

### Calciatore
Dopo vari anni trascorsi nel settore giovanile della Roma, passa ai dilettanti al Ladispoli, per poi trasferirsi all'Empoli in Serie A, ma, in conseguenza del pochissimo spazio trovato (l'unica partita giocata è l'esordio in Serie A il 25 ottobre 1998, all'82' di Sampdoria-Empoli 3-0), passa all'Alessandria, per poi fare ritorno nuovamente all'Empoli, che a sua volta, lo manda alla Vis Pesaro.
Da lì in poi, girovaga tra varie squadre, quali Salernitana, Cesena, Genoa e Venezia, prima di accasarsi al Frosinone nel 2005. Nell'estate 2009 cambia squadra, passando al Rimini, in Prima Divisione.
A fine stagione resta svincolato a causa della mancata iscrizione del Rimini al campionato. Il 14 settembre 2010 si accasa alla Ternana dove resta fino al 2011. Dal 2011 al 2013 ha giocato in Serie D al Flaminia Civitacastellana, appendendo gli scarpini al chiodo dopo 40 presenze.

### Allenatore
Ritiratosi dal calcio giocato, nel 2014 diventa l'allenatore della Nuova Sorianese. L'anno dopo diventa l'allenatore del Nuova Monterosi, società nata dalla fusione della Nuova Sorianese e del Monterosi, con la quale nella stagione 2015-2016 vince il campionato di Eccellenza Laziale girone A approdando così in Serie D girone G nella stagione 2016-2017, come Monterosi, dove conclude il campionato in seconda posizione.
Nell'estate 2017 viene ingaggiato dal Frosinone alla guida della propria Primavera.
A giugno 2019 ritorna al Monterosi in Serie D e nella stagione 2019-2020 conquista ancora il 2º posto. Nella stagione successiva, il 30 maggio 2021, battendo 2-0 il Latina, la sua squadra conquista l'aritmetica promozione in Serie C. Nella terza serie, dopo una buona partenza, il 9 novembre 2021, in seguito alla sconfitta contro la Turris, viene esonerato con la squadra invischiata in zona playout.
Il 24 giugno 2022 la Cynthialbalonga, club laziale di Serie D, comunica di avergli affidato la guida tecnica della prima squadra, a partire dal successivo 1º luglio. La sua squadra si piazza al quinto posto in campionato venendo eliminata ai play-off per mano della Vigor Senigallia. Il 7 giugno successivo la società comunica che il contratto del tecnico non verrà rinnovato per la stagione 2023-24.
Il 21 settembre 2023 la Romana, club di Serie D, comunica di avergli affidato la guida tecnica della prima squadra, in sostituzione dell'esonerato Roberto Chiappara.
Il 1° luglio 2024 è nominato allenatore del Guidonia Montecelio, nuova denominazione dell'ex Monterosi, frattanto trasferitosi di sede. Il 14 gennaio seguente, dopo il pareggio per 1-1 in casa del Trastevere e con la squadra sesta in classifica a meno sette dalla prima, viene esonerato.
Il 5 luglio 2025 l'Ostia Mare, squadra di Serie D, comunica di avergli affidato la guida tecnica della prima squadra.

## Statistiche

### Statistiche da allenatore
Statistiche aggiornate al 1º luglio 2025. In grassetto le competizioni vinte.
| Stagione                | Squadra                 | Campionato              | Campionato | Campionato | Campionato | Campionato | Coppe nazionali | Coppe nazionali | Coppe nazionali | Coppe nazionali | Coppe nazionali | Coppe continentali | Coppe continentali | Coppe continentali | Coppe continentali | Coppe continentali | Altre coppe | Altre coppe | Altre coppe | Altre coppe | Altre coppe | Totale | Totale | Totale | Totale | % Vittorie | Piazzamento |
| Stagione                | Squadra                 | Comp                    | G          | V          | N          | P          | Comp            | G               | V               | N               | P               | Comp               | G                  | V                  | N                  | P                  | Comp        | G           | V           | N           | P           | G      | V      | N      | P      | %          | Piazzamento |
| ----------------------- | ----------------------- | ----------------------- | ---------- | ---------- | ---------- | ---------- | --------------- | --------------- | --------------- | --------------- | --------------- | ------------------ | ------------------ | ------------------ | ------------------ | ------------------ | ----------- | ----------- | ----------- | ----------- | ----------- | ------ | ------ | ------ | ------ | ---------- | ----------- |
| 2014-2015               | ASD Sorianese           | Ecc.                    | 34         | 11         | 11         | 12         | CI-Ecc.         | 6               | 2               | 2               | 2               | -                  | -                  | -                  | -                  | -                  | -           | -           | -           | -           | -           | 40     | 13     | 13     | 14     | 32,50      | 12º         |
| 2015-2016               | Monterosi Tuscia        | Ecc.                    | 34         | 22         | 7          | 5          | CI-Ecc.         | 8               | 3               | 2               | 3               | -                  | -                  | -                  | -                  | -                  | -           | -           | -           | -           | -           | 42     | 25     | 9      | 8      | 59,52      | 1º (prom.)  |
| 2016-2017               | Monterosi Tuscia        | D                       | 34+1       | 22         | 7          | 5+1        | CI-D            | 1               | 0               | 1               | 0               | -                  | -                  | -                  | -                  | -                  | -           | -           | -           | -           | -           | 36     | 22     | 8      | 6      | 61,11      | 2º          |
| 2019-2020               | Monterosi Tuscia        | D                       | 26         | 14         | 8          | 4          | CI-D            | 2               | 1               | 1               | 0               | -                  | -                  | -                  | -                  | -                  | -           | -           | -           | -           | -           | 28     | 15     | 9      | 4      | 53,57      | 2º          |
| 2020-2021               | Monterosi Tuscia        | D                       | 34         | 24         | 9          | 1          | -               | -               | -               | -               | -               | -                  | -                  | -                  | -                  | -                  | -           | -           | -           | -           | -           | 34     | 24     | 9      | 1      | 70,59      | 1º (prom.)  |
| lug.-nov. 2021          | Monterosi Tuscia        | C                       | 12         | 3          | 4          | 5          | CI-C            | 1               | 0               | 0               | 1               | -                  | -                  | -                  | -                  | -                  | -           | -           | -           | -           | -           | 13     | 3      | 4      | 6      | 23,08      | Eson.       |
| Totale Monterosi Tuscia | Totale Monterosi Tuscia | Totale Monterosi Tuscia | 141        | 85         | 35         | 21         |                 | 12              | 4               | 4               | 4               |                    | -                  | -                  | -                  | -                  |             | -           | -           | -           | -           | 153    | 89     | 39     | 25     | 58,17      |             |
| 2022-2023               | Cynthialbalonga         | D                       | 34+1       | 13         | 13         | 8+1        | CI-D            | 1               | 0               | 0               | 1               | -                  | -                  | -                  | -                  | -                  | -           | -           | -           | -           | -           | 36     | 13     | 13     | 10     | 36,11      | 5º          |
| set. 2023-2024          | Romana                  | D                       | 32+2       | 17+2       | 9          | 6          | CI-D            | -               | -               | -               | -               | -                  | -                  | -                  | -                  | -                  | -           | -           | -           | -           | -           | 34     | 19     | 9      | 6      | 55,88      | Sub., 3º    |
| 2024-gen. 2025          | Guidonia Montecelio     | D                       | 19         | 8          | 7          | 4          | CI-D            | 6               | 3               | 3               | 0               | -                  | -                  | -                  | -                  | -                  | -           | -           | -           | -           | -           | 25     | 11     | 10     | 4      | 44,00      | Eson.       |
| 2025-2026               | Ostia Mare              | D                       | 0          | 0          | 0          | 0          | CI-D            | 0               | 0               | 0               | 0               | -                  | -                  | -                  | -                  | -                  | -           | -           | -           | -           | -           | 0      | 0      | 0      | 0      | —          | in corso    |
| Totale carriera         | Totale carriera         | Totale carriera         | 263        | 136        | 75         | 52         |                 | 25              | 9               | 9               | 7               |                    | -                  | -                  | -                  | -                  |             | -           | -           | -           | -           | 288    | 145    | 84     | 59     | 50,35      |             |

## Palmarès

### Allenatore

#### Competizioni interregionali
- Serie D: 1

Monterosi: 2020-2021 (girone G)

#### Competizioni regionali
- Eccellenza: 1

Nuova Monterosi: 2015-2016 (girone A)